# Elżbieta de France (1764–1794)

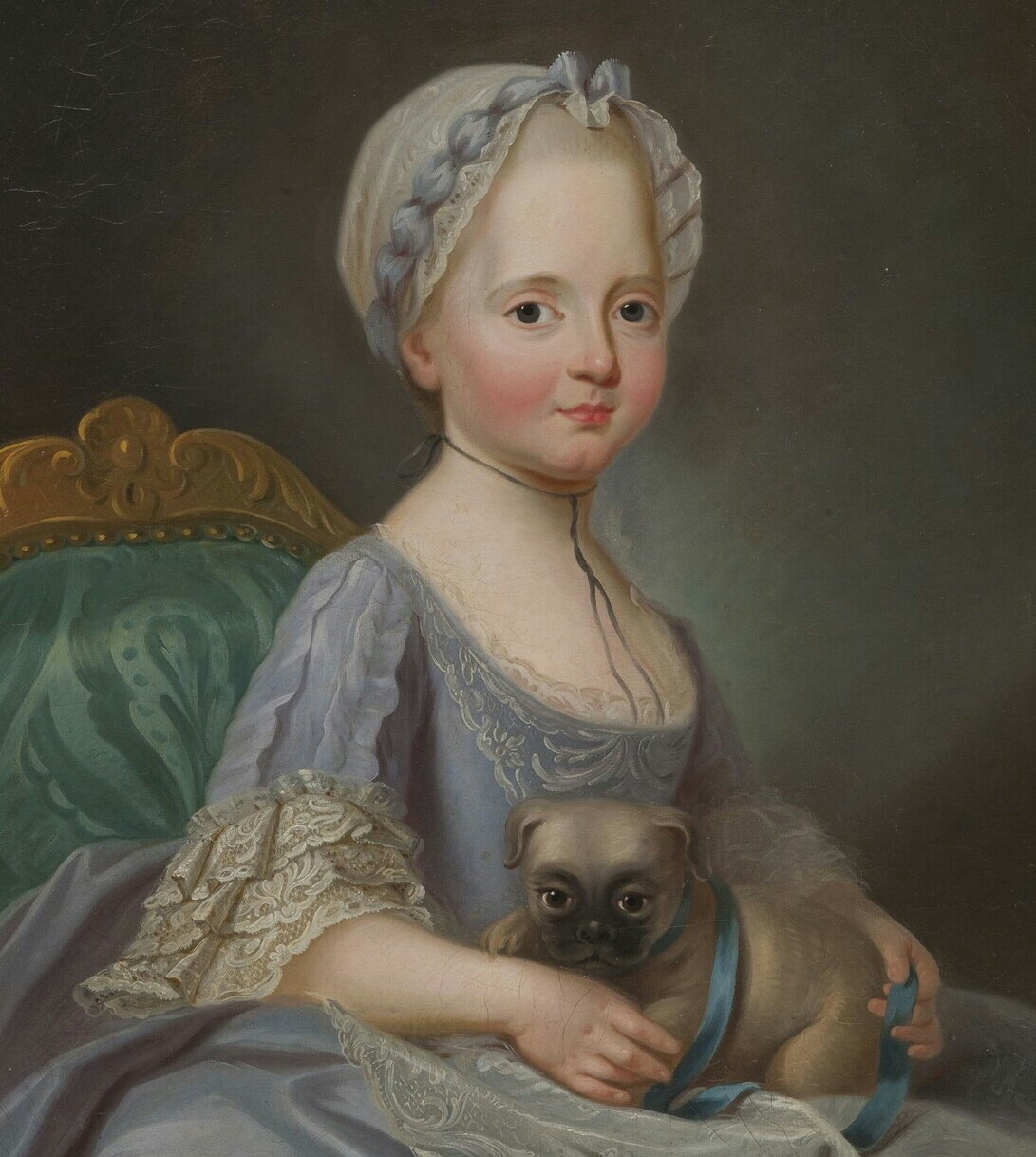
Portret autorstwa François-Hubert Drouais, 1770

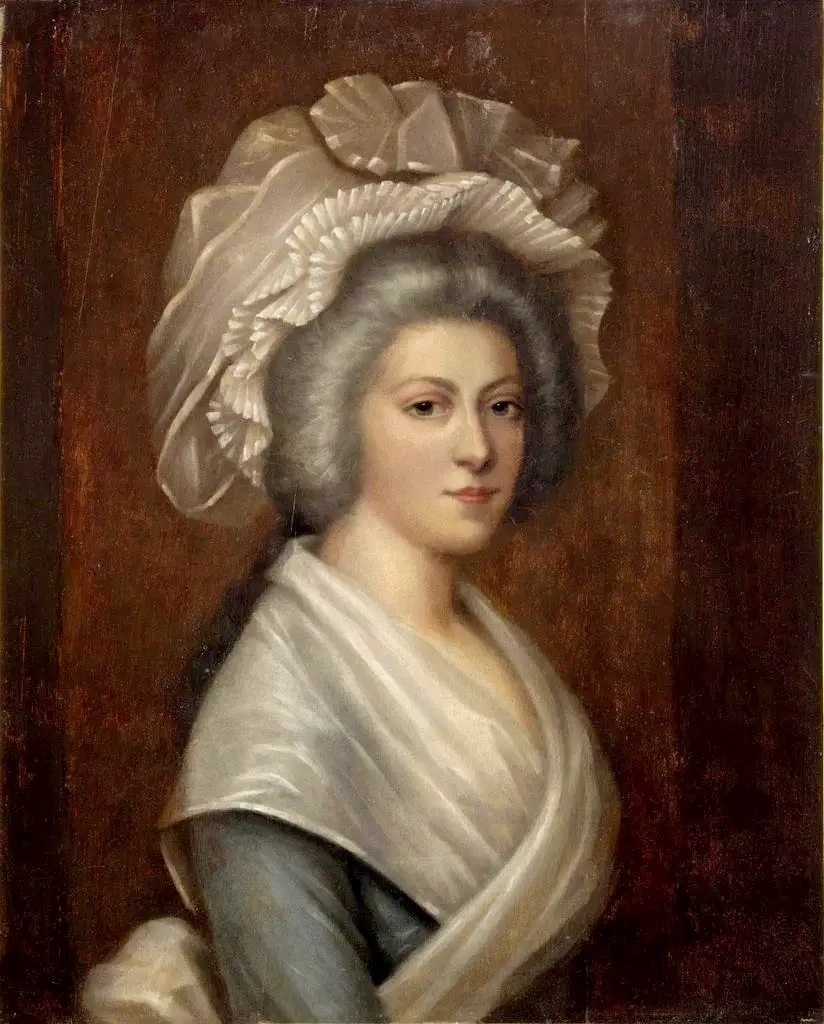
Portret pędzla Aleksandra Kucharskiego, 1792

Elżbieta Filipina Maria Helena Burbon (franc. Élisabeth Philippine Marie Hélène de France), zwana również jako Madame Elisabeth (ur. 3 maja 1764 w Wersalu, zm. 10 maja 1794 w Paryżu) – księżniczka Francji. Jest uważana przez Kościół rzymskokatolicki za męczennicę i czczona jako Służebnica Boża.

## Życiorys
Urodziła się jako najmłodsza córka Ludwika Ferdynanda, delfina Francji i jego drugiej żony Marii Józefy Wettyn. Była młodszą siostrą królów Francji: Ludwika XVI, Ludwika XVIII i Karola X, oraz królowej Sardynii – Marii Klotyldy.
Jej ojciec zmarł, kiedy miała rok. Jej matka zmarła dwa lata później. Elżbieta wychowywała się w posiadłości Montreuil w centrum Wersalu, a jej opiekunką była hrabina de Marsan, a następnie madame de Mackau. Była wysportowana – świetnie jeździła konno. Udzielała się na polu działalności charytatywnej. Znana z pobożności, Elżbieta znalazła się pod silnym wpływem ciotek (Madame Adelajdy, Madame Wiktorii i Madame Zofii), niezamężnych córek Ludwika XV.
W 1770 poznała starszą od siebie o 9 lat, Marię Antoninę, która przyjechała do Francji, aby zostać żoną najstarszego z braci Elżbiety. W 1777 Elżbieta miała poślubić starszego brata Marii Antoniny – cesarza Józefa II, ale Ludwik XVI pozwolił jej pozostać w Wersalu. W miarę upływu czasu, Elżbieta była coraz bardziej przywiązana do swojego brata i odmawiała ręki wszystkim kandydatom, ponieważ nie chciała opuszczać brata.

### Rewolucja francuska
Kiedy wybuchła rewolucja, Elżbieta odmówiła udania się na emigrację, chociaż większa część jej rodziny wyjechała z Francji. Razem z bratem Ludwikiem XVI i bratową Marią Antoniną uciekli do Varennes i razem wrócili do Paryża. Zostali uwięzieni w Tuileries, a potem przeniesieni do twierdzy Temple. Elżbieta była obecna na posiedzeniu Legislatywy, na którym jej brata-króla Francji skazano na śmierć za zdradę ojczyzny.
Kilka miesięcy po jego egzekucji, jej bratanek Ludwik XVII został przeniesiony do osobnej celi. 2 października 1793 Maria Antonina została przeniesiona do więzienia Conciergerie. Elżbieta została w Temple ze swoją bratanicą Marią Teresą. Maria Antonina, kilka godzin przed egzekucją 16 października, swój ostatni list napisała właśnie do Elżbiety, ale ta nigdy go nie otrzymała. Ani ona, ani Maria Teresa i Ludwik, nie zostali powiadomieni o egzekucji królowej Francji.
9 maja 1794 Elżbietę przeniesiono do więzienia Conciergerie i postawiono przed Trybunałem Rewolucyjnym. Podobnie jak jej brat została oskarżona o zdradę kraju. Została zgilotynowana następnego dnia razem z kilkoma innymi osobami uznanymi za zdrajców. Pochowano ją w zbiorowej mogile na cmentarzu des Errancis. Po rewolucji szczątki jej i innych ofiar ekshumowano i przeniesiono do paryskich katakumb. W bazylice Saint-Denis, tradycyjnym miejscu pochówku królów Francji, znajduje się medalion ją reprezentujący.

## Wywód przodków
| 4. Ludwik XV król Francji               |  |                                          |  |  |                       |
|                                         |  | 2. Ludwik Ferdynand delfin Francji       |  |  |                       |
| 5. Maria Leszczyńska księżniczka polska |  |                                          |  |  |                       |
|                                         |  |                                          |  |  | 1. Elżbieta de France |
| 6. August III Sas król Polski           |  |                                          |  |  |                       |
|                                         |  | 3. Maria Józefa Saska księżniczka polska |  |  |                       |
| 7. Maria Józefa Habsburżanka            |  |                                          |  |  |                       |
|                                         |  |                                          |  |  |                       |